# Az UEFA stadionkategóriái

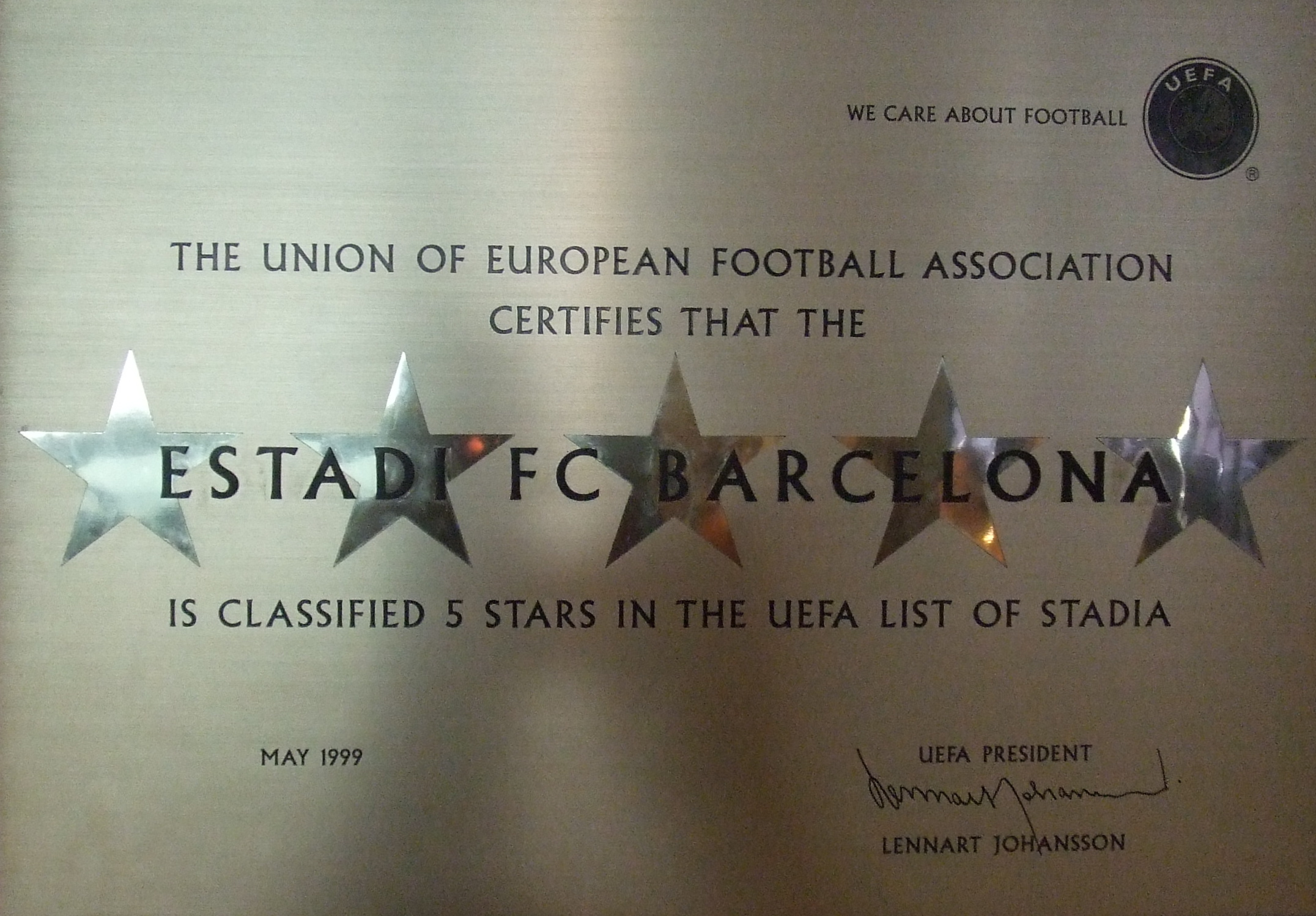
Az öt csillagot jelző tábla a barcelonai Camp Nou stadionban, amelyet 1999-ben adtak ki. Manapság már csak négycsillagosnak számít ez is

Az UEFA stadionkategóriái az Európai Labdarúgó-szövetség (UEFA) infrastruktúra-szabályai szerint, több szempont alapján felállított kategóriák, amelyekbe a labdarúgó-stadionokat sorolják be. A szövetség négy kategóriát tart számon, és ezeket egytől négyig számozza. Minél magasabb sorszámú kategóriába tartozik egy létesítmény, annál jobbnak számít. 2006-ig öt kategória létezett, azóta új rendszer váltotta fel a régit, ahol már négy csillag az elérhető legmagasabb kategóriaszint.
A legfelső, négyes kategóriájú stadionok a legmagasabb szintű és legjobb stadionoknak számítanak. Minden fontos biztonsági és kényelmi szempontoknak megfelelnek.

## Követelmények
| Kritérium                                             | 1. kategória                     | 2. kategória                          | 3. kategória                           | 4. kategória                                |
| ----------------------------------------------------- | -------------------------------- | ------------------------------------- | -------------------------------------- | ------------------------------------------- |
| Játéktér                                              | 100–105 m hosszú, 64–68 m széles | 100–105 m hosszú, 64–68 m széles      | 105 m hosszú, 68 m széles              | 105 m hosszú, 68 m széles                   |
| Játékvezetői öltöző minimális területe                | n/a                              | n/a                                   | 20 m²                                  | 20 m²                                       |
| Minimális világítás                                   | a közvetítőhöz alkalmazkodó      | 800 lux, a rögzített kamerák irányába | 1400 lux, a rögzített kamerák irányába | 1400 lux, minden irányba                    |
| VIP-parkoló                                           | 10                               | 50                                    | 100                                    | 150                                         |
| Nézőtéren lehet állóhely                              | igen                             | nem                                   | nem                                    | nem                                         |
| Ülőhelyek minimális száma                             | 200                              | 1500                                  | 4500                                   | 8000                                        |
| VIP-ülőhelyek minimális száma                         | 50                               | 100                                   | 250                                    | 500                                         |
| VIP-ülőhelyek a vendég csapat részére                 | 10                               | 20                                    | 50                                     | 100                                         |
| VIP vendéglátó terület                                | n/a                              | n/a                                   | n/a                                    | 400 m²                                      |
| Média munkaterület                                    | 50 m²                            | 100 m² 50 emberre                     | 100 m² 50 emberre                      | 200 m² 75 emberre                           |
| Fotósok száma                                         | n/a                              | n/a                                   | 15                                     | 25                                          |
| Minimális hely a főkamerának                          | 4 m² legalább 1 kamerának        | 6 m² 2 kamerának                      | 6 m² 2 kamerának                       | 10 m² 4 kamerának                           |
| Ülőhelyek minimális száma a sajtóboxban               | 20, 5 asztallal                  | 20, 10 asztallal                      | 50, 25 asztallal                       | 100, 50 asztallal                           |
| Minimális kommentátor hely                            | 2                                | 3                                     | 5                                      | 25                                          |
| Minimum TV-stúdió                                     | 1 átalakítható szoba             | 1                                     | 2                                      | 2, ebből 1 bemutató stúdió a játéktérre néz |
| Mérkőzés utáni interjúhelyek                          | n/a                              | n/a                                   | n/a                                    | 4                                           |
| Külső terület a közvetítőkocsiknak                    | 100 m²                           | 200 m²                                | 200 m²                                 | 1000 m²                                     |
| Ülőhelyek minimális száma a sajtókonferencia-teremben | legalább 1                       | 30                                    | 50                                     | 75                                          |

### Fordítás
Ez a szócikk részben vagy egészben  az   UEFA stadium categories című angol Wikipédia-szócikk fordításán alapul.  Az eredeti cikk szerkesztőit annak laptörténete sorolja fel. Ez a jelzés csupán a megfogalmazás eredetét és a szerzői jogokat jelzi, nem szolgál a cikkben szereplő információk forrásmegjelöléseként.